# سبها
سبها مدينة في ليبيا، عاصمة منطقة فزان في جنوب غرب البلاد وهي حاليا المركز الإدراي لبلدية سبها. تقع في الجزء الجنوبي الغربي وتبعد عن مدينة طرابلس حوالي 750 كيلو مترا، يحدها من الشمال منطقة زلاف الصحراوية ومن ثم وادي الشاطئ. والمدينة هي المركز الإداري لشعبية سبها (سابقاً) وتعدّ أكبر مدن الجنوب الليبي.
تتكون المدينة من أحياء: الجديد والقرضة وحجارة وهي أقدم أحياء المدينة، المنشية، المهدية، سكرة، حي عبد الكافي، حي الفاتح، الناصرية، قُعيد والثانوية. إضافة إلى القرى الثلاث تمنهنت وسمنو والزيغن الواقعة بوادي البوانيس وتبعد هذه القرى مسافة 30 و 60 و 70 كم على التوالي عن مركز المدينة شمالا وقرية «غدوه» التي تبعد مسافة 60 كم جنوبا عن المدينة باتجاه مدينة مرزق.

## التسمية
سبب التسمية يعود إلى سبأ المملكة الواقعة في اليمن بعد انهيار سد مأرب حيث ارتحل سكان من مملكة سبأ بعد انهيار السد ليؤسسوا «سبأ» في جنوب ليبيا الاسم الذي تحرف الآن ليصبح سبها.

## السكان
يبلغ عدد سكان مدينة سبها عام 2012 حوالي 116.016. هذا بالنسبة للمواطنين وتكثر فيها الجاليات الأفريقية التي أتت للعمل في ليبيا مما جعل المدينة سوقاً كبيرة إلى حدٍّ ما، تتكون المدينة من عدة أحياء سكنية ومخططات عمرانية تتمثل في المنطقة التجارية في وسط المدينة وتحيط بها عدة أحياء سكنية.

## التعليم

### الجامعات
- جامعة سبها: تأسست في 1983 وتضم حالياً 19 كلية و يدرس بها حوالي 25920 طالب، وبلغ عدد خريجي الجامعة من وقت التأسيس 37013 طالباً و طالبة كما أن عدد أعضاء هيئة التدريس فيها 1290.

## التنقل
يربط طريق فزان بين المدينة و باقي المدن الليبية و يوجد بها مطار سبها الدولي.

## النشاطات
أهم النشاطات الاقتصادية بها الزراعة ومركز للتجارة في الجنوب وتعتمد الزراعة على المياه الجوفية وتعدّ سبها والجنوب عامة الممول الرئيسي لليبيا بالمحاصيل مثل الحبوب والتمر والبرسيم الجاف والبطيخ الأحمر وغيرها.
ومن أهم الأنشطة الاقتصادية في سبها التجارة مع أفريقيا وخاصة النيجر وتشاد.